# Ann Vickers
Pour plus de détails, voir Fiche technique et Distribution.
Ann Vickers est un film américain réalisé par John Cromwell, sorti en 1933.

## Synopsis
Après qu'un officier militaire a mis Ann Vickers  enceinte et l'a quittée, elle et son amie Malvina Wormser se rendent à La Havane, où elle accouche, mais l'enfant meurt peu après. Se sentant meurtrie et pleine de regrets, Ann se consacre au travail social et accepte un emploi dans une prison pour femmes. Cependant, lorsqu'elle tente d'améliorer les conditions de détention, elle perd son emploi. Elle écrit alors un livre sur les dures réalités de la prison et entame une romance avec un juge marié, Barney Dolphin. Bien que moraliste dans ses opinions, Dolphin est pris à accepter des pots-de-vin et est condamné à la prison. Ann, à nouveau enceinte, subvient à ses besoins en écrivant, jusqu'à ce que Dolphin soit libéré quelques années plus tard. Enfin, Ann, Dolphin et leur enfant sont réunis.

## Fiche technique
- Titre : Ann Vickers
- Réalisation : John Cromwell
- Scénario : Jane Murfin d'après le roman (en) de Sinclair Lewis
- Photographie : David Abel et Edward Cronjager
- Montage : George Nichols Jr.
- Musique : Roy Webb (non crédité)
- Direction artistique : Charles M. Kirk et Van Nest Polglase
- Producteur : Pandro S. Berman et Merian C. Cooper (producteur exécutif)
- Société de production : RKO
- Pays de production :  États-Unis
- Format : Noir et blanc — 35 mm — 1,33:1 — Son : Mono (RCA Victor System)
- Genre : Film dramatique romantique
- Durée : 76 minutes
- Dates de sortie : 
  - États-Unis : 26 septembre 1933
  - États-Unis : 8 février 1935

## Distribution
- Irene Dunne : Ann Vickers
- Walter Huston : Barney Dolphin
- Conrad Nagel : Lindsey Atwell
- Edna May Oliver : Malvina Wormser
- Bruce Cabot : le capitaine Lafayette "Lafe" Resnick
- Sam Hardy : Russell Spaulding
- Mitchell Lewis : le capitaine Waldo Dringoole
- Murray Kinnell : Dr. Slenk
- Helen Eby-Rock : Kitty Cognac
- Gertrude Michael : Mona Dolphin
- J. Carrol Naish : Dr. Sorelle
- Sarah Padden : Lil
- Reginald Barlow : Chaplain
- Rafaela Ottiano : Mme Feldermans

Acteurs non crédités
- Jane Darwell : Mme Gage
- Arthur Hoyt : M. Penny
- John Larkin : Trusty
- Larry Steers : le procureur
- John Cromwell : le Sammy au visage triste

## Autour du film
Dans le roman, Ann Vickers est une militante et réformatrice du contrôle des naissances qui a deux liaisons extraconjugales, tombant à chaque fois enceinte bien que célibataire. Le scénario original, qui s’inspire du roman de Sinclair Lewis, la voyait se faire avorter, mais l’histoire a été modifiée de sorte qu’elle donne naissance à un enfant qui meurt. Le scénario du film de 1933 n’a été approuvé par le Code Hays que lorsque RKO Radio Pictures a également accepté de faire de Vickers une femme célibataire au moment de ses liaisons, éliminant ainsi la question de l’adultère.
La réaction de l'Église catholique des États-Unis à ce film ainsi qu'au film Le Signe de la croix a conduit à la formation en 1934 de la National Legion of Decency, une organisation dédiée à l’identification et à la lutte contre ce qu’elle considérait comme un contenu répréhensible dans les films, généralement en menaçant de les boycotter.